# Mangueirão
Stadion Mangueirão, poznatiji kao Estádio Estadual Jornalista Edgar Augusto Proença (državni stadion Edgara Augusta Proençe) je nogometni stadion otvoren 4. ožujka 1978. u gradu Belém. Na ovome terenu igraju nogometni klubovi Paysandu Sport Club, Clube do Remo i Sport Club Belém.
Ovaj stadion je jedan od 17 koji su se kandidirali za domaćinstvo SP-a 2014.